# Gaetano Starrabba
 Gaetano Starrabba di Giardinelli  va ser un pilot de curses automobilístiques italià que va arribar a disputar curses de Fórmula 1.
Starrabba va néixer el 3 de desembre del 1932 a Palerm, Sicília, Itàlia, fill d'una família aristocràtica, lluïa el títol de "Príncep".

## A la F1
Va debutar a la sisena cursa de la temporada 1961 (la dotzena temporada de la història) del campionat del món de la Fórmula 1, disputant el 10 de setembre del 1961 el GP d'Itàlia al circuit de Monza.
Gaetano Starrabba va participar en una única prova puntuable pel campionat de la F1,no aconseguint finalitzar la cursa i no assolí cap punt pel campionat del món de pilots.

## Resultats a la Fórmula 1
| Any  | Equip                     | Xassís | Motor    | 1   | 2   | 3   | 4   | 5   | 6   | 7       | 8   | Posició | Punts |
| ---- | ------------------------- | ------ | -------- | --- | --- | --- | --- | --- | --- | ------- | --- | ------- | ----- |
| 1961 | Príncep Gaetano Starrabba | Lotus  | Maserati | MON | HOL | BEL | FRA | GBR | ALE | ITA Ret | USA | -       | 0     |

### Resum
| Curses: | Victòries: | Pòdiums: | Poles: | Voltes ràpides: | Punts: |
| ------- | ---------- | -------- | ------ | --------------- | ------ |
| 1       | 0          | 0        | 0      | 0               | 0      |